# Agfa Family
Bei Agfa Family handelte es sich um ein Super-8-Kamerasystem von Agfa, mit dem man sowohl filmen, als auch fotografieren konnte. Es gilt als Musterbeispiel für ein Produkt, das entgegen den Kundenwünschen auf den Markt gebracht wurde.

## Vorgeschichte

### Marktsituation
Kameras für das System Super 8 ließen sich in der zweiten Hälfte der 1970er Jahre zunehmend schwerer verkaufen. Die Ursache hierfür lag in den neuen Videokameras, die zwar noch keine nennenswerte Zahl von Kunden fanden, aber deutlich vor Augen führten, dass der Schmalfilm keine Zukunft haben wird. 1980 verkauften die Fotohändler kaum noch Filmkameras, zwei Jahre später gaben die meisten von ihnen dieses Produktsegment auf.

### Überlegungen bei Agfa
Die Produkte des Agfa Camerawerks München sind immer vorrangig mit dem Ziel geschaffen worden, den Filmabsatz zu erhöhen. Und so kam man auf die Idee, Fotografieren und Filmen zu vereinen und damit einen neuen Kameratyp auf den Markt zu bringen. Hierzu gab es zwei Tasten, eine zum Filmen und eine zum Fotografieren, „… damit ihr Film steht und geht“, wie es in der Werbung hieß. Benutzte man letztere Taste, dann belichtete die Kamera ein einzelnes Bild und zudem eine Markierung in den Filmrand. Die Markierung diente später bei der Vorführung dazu, den Filmtransport für ein Einzelbild anzuhalten. Dieses Verfahren war schon seit langem bekannt und von verschiedenen Herstellern angewendet worden, aber nicht allzu bekannt geworden, so dass man es auf der Photokina 1980 als Neuheit anbieten konnte.

## Das Family-System

### Kamera
Damit die Kombination Kamera plus Projektor für 498 DM Listenpreis angeboten werden konnte, durfte die Kamera alleine nur 149 DM kosten. Dies wiederum erlaubte nur eine sehr einfache Ausführung, zwar mit Belichtungsmesser, aber ohne Zoomobjektiv. Letzteres stellte bereits eine erhebliche Einschränkung dar, weil ein Verändern der Brennweite auch im Amateurbereich längst zum Standard eines jeden Films gehörte. Außer der orangeroten Taste zum Fotografieren und der schwarzen zum Filmen gab es keine weiteren Bedienelemente: Das Movaron f/1,5 mit 10 mm Brennweite war ein Fixfokus-Objektiv, das ab 0,8 m Entfernung eingesetzt werden konnte, und die Filmgeschwindigkeit ließ sich ebenfalls nicht variieren, die Kamera arbeitete mit den gewohnten Bildfrequenz von 18/s. Die Belichtungszeit betrug immer 1⁄30 s, auch im Einzelbild-Modus, so dass man diese Aufnahmen leicht verwackeln konnte. Einen Drahtauslöser-Anschluss gab es nicht, wohl aber ein Stativgewinde. Zur Stromversorgung dienten 2 Mignonzellen plus eine Knopfzelle vom Typ PX 625 für den Belichtungsmesser, dessen Sensor in einem Auge unterhalb des Objektivs untergebracht war. Auf dem Exportmarkt gab es die Kamera auch mit der Bezeichnung Agfa Family Moviematic C 100.
Die Kamera lieferte eine gute Bildqualität, auch war der Bildstand einwandfrei.

### Projektor
Der Projektor nannte sich Agfa Family p, er konnte nicht auf eine Leinwand, sondern nur auf eine eingebaute Mattscheibe projizieren, weswegen Agfa von einem Monitor sprach. Das Gerät
besaß liegende Spulen und eine mit 8 cm × 10 cm ausgesprochen kleine Mattscheibe. Letzterem versuchte man später mit einer Vorsatzlupe abzuhelfen, der das Bild auf 15,5 cm × 20,5 cm vergrößerte. An der Vorderseite des Projektors gab es eine Ablage für sechs 15-m-Spulen, mit denen der entwickelte Film aus dem Labor kam. Während bei gewöhnlichen Projektoren ein automatisches Einfädeln längst Standard war, musste der Film in den Family p manuell eingelegt werden.
Mit Einschalten des Projektors an seiner Rückseite lief sein Antriebsmotor. Bewegen des Drehschalters oben auf dem Gerät nach rechts setzte den Filmtransport in Gang. In Mittelstellung dieses Schalters konnte der Film eingelegt werden und in Linksstellung fand das Rückspulen statt. An der Vorderseite gab es dann noch eine rote und eine orange Taste und den Schalter für den Timer. Letzterer hielt den Filmtransport bei einem Foto etwa 3 Sekunden bis 5 Sekunden lang an und setzte dann den Filmtransport fort. War der Timer deaktiviert, diente die schwarze Taste dazu, den Transport fortzusetzen. Mit der roten Taste konnte man auch dann ein Standbild betrachten, wenn die Kamera kein Einzelbild aufgenommen hatte, also keine Markierung zum Anhalten des Films existierte, oder ein gewöhnlicher Super-8-Film eingelegt war.
Wie die Kamera, so lief auch der Projektor immer mit einer Bildfrequenz von 18/s, er konnte 120-m-Spulen aufnehmen und arbeitete mit einer 8 V, 20 W-Kaltlichtspiegellampe. Die niedrige Leistung und damit Wärmestrahlung dieser Lampe erlaubte ein unbegrenzt langes Standbild, ohne den Film zu schmelzen.
Die Mattscheibe lieferte ein scharfes und klares Bild mit gleichmäßiger Helligkeit, was auch für seitliche Betrachtung galt. Standbilder flackerten allerdings ein wenig. Die geringe Größe reichte nur für das gleichzeitige Betrachten von zwei bis drei Personen aus.

### Sofortbildzusatz
Als besondere Raffinesse stellte Agfa den Family p zusammen mit einem seitlich ansetzbaren Sofortbild-Zusatz vor, der aber erst Ende 1981 lieferbar war. So konnte man von seinen Fotos auf einfache Art und Weise Papierbilder erhalten. Dieser Zusatz verwendete Sofortbildfilme des Konkurrenten Kodak vom Typ PR 10 und damit im Format 6,8 cm × 9 cm. Er wurde anstelle der Filmablage an den Monitor angesetzt und durch ein Zahnrad des Monitors angetrieben, um die Bilder auswerfen zu können. Neben einer Auslösetaste gab es lediglich einen Schieber als zweites Bedienelement, um wie von Sofortbildkameras gewohnt die Helligkeit korrigieren zu können.

### Design
Sowohl Kamera, wie auch Projektor waren Entwürfe von Schlagheck Schultes Design, jenem Studio, das auch alle anderen Agfa-Kameras entwarf. Die Kamera hatte dabei eine ungewöhnlich runde Form, die an eine Filmrolle erinnern sollte.

## Erfolg

### Verkaufszahlen
Agfa Family erwies sich als nahezu unverkäuflich. Die Zeit des Super-8-Films war vorüber, woran die zusätzliche Foto-Funktion nichts ändern konnte. Das System hatte mit den aufwendigen Kunststoffgehäusen für Kamera und Projektor immense Entwicklungs- und Produktionskosten verursacht, die wesentlich zum Untergang des Camerawerks München beitrugen.
Fritz Pölking beschrieb die Situation mit den Worten: 
„Erinnern Sie sich noch an das Agfa Super-8-Kamerasystem „Family“? Das war ein am grünen Tisch konzipierter Flop von gigantischen Dimensionen. Laut Gerücht wollte der Verantwortliche dafür bei der Agfa sich mit Selbstmordabsichten aus dem vierzehnten Stock der Verwaltung stürzen: Es gelang nicht. Draußen stapelten sich schon bis zum zwölften Stock die unverkäuflichen Kartons mit dieser Plastic-Filmkamera. Wenn es im ‚Guinness-Buch der Rekorde‘ eine Eintragung für das falscheste Produkt am verkehrtesten Platz zum ungünstigsten Zeitpunkt gäbe, Agfa hätte sie hierfür sicher bekommen.“

### Konzept
Die Kombination aus Film- und Fotokamera ließ sich erst als Digitalkamera realisieren, beim chemischen Film war entweder das Filmformat für eine akzeptable Foto-Qualität zu klein oder der Filmverbrauch bei den bewegten Bildern für eine Amateurkamera zu hoch. Papierbilder konnte man auch von gewöhnlichen Super-8-Filmen bekommen, manche Fotolabore nahmen dazu Filme an, bei denen einzelne Bilder durch eine Markierung, etwa mit einem Bindfaden in der Perforation ausgewählt waren. Davon wurde aber aufgrund der eingeschränkten Qualität kaum Gebrauch gemacht.